# Vellisca
Vellisca là một đô thị ở tỉnh Cuenca, Castile-La Mancha, Tây Ban Nha. Theo điều tra dân số năm 2004 của Viện thống kê quốc gia Tây Ban Nha, đô thị này có dân số 161 người.

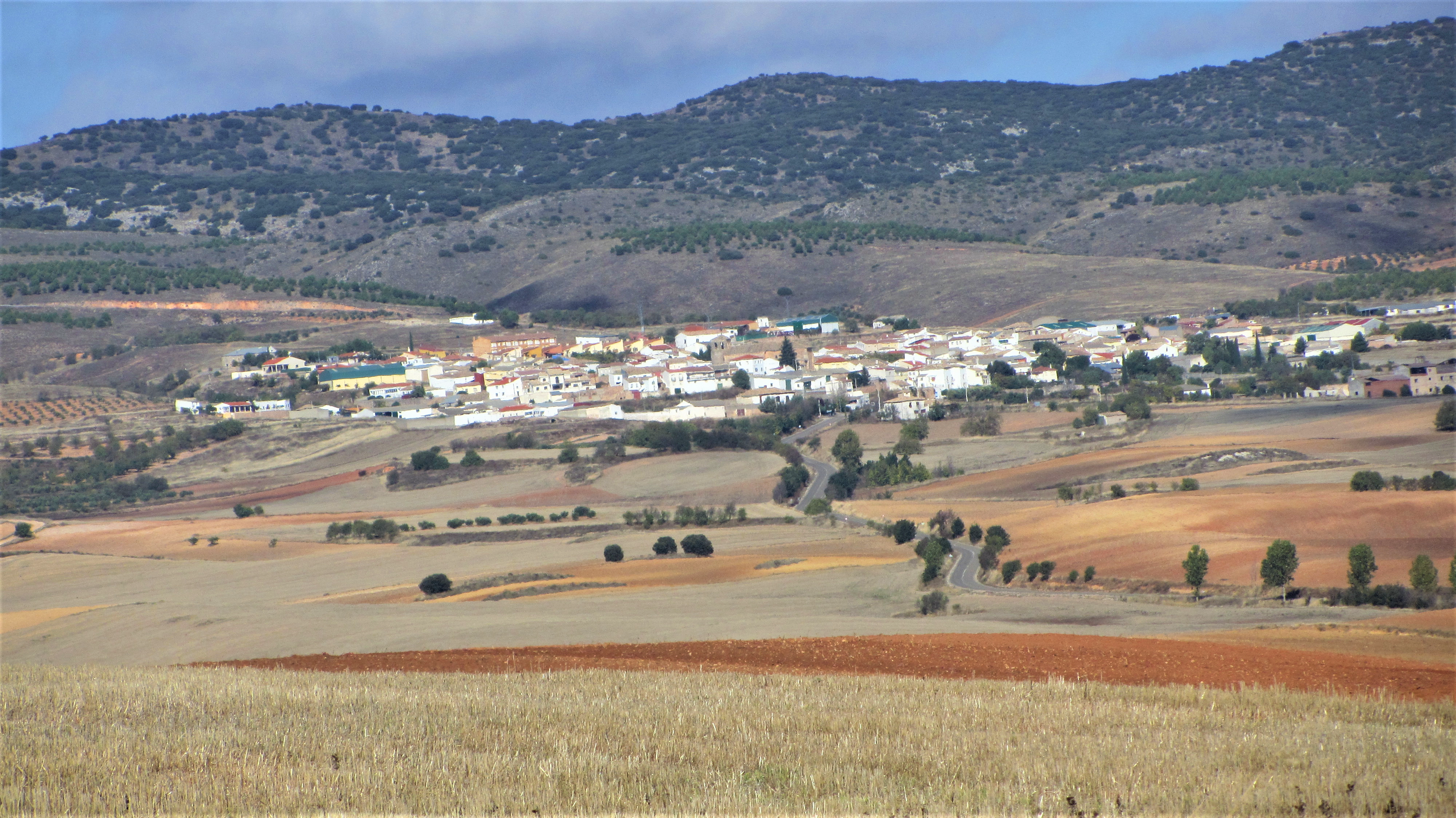
Panoramic
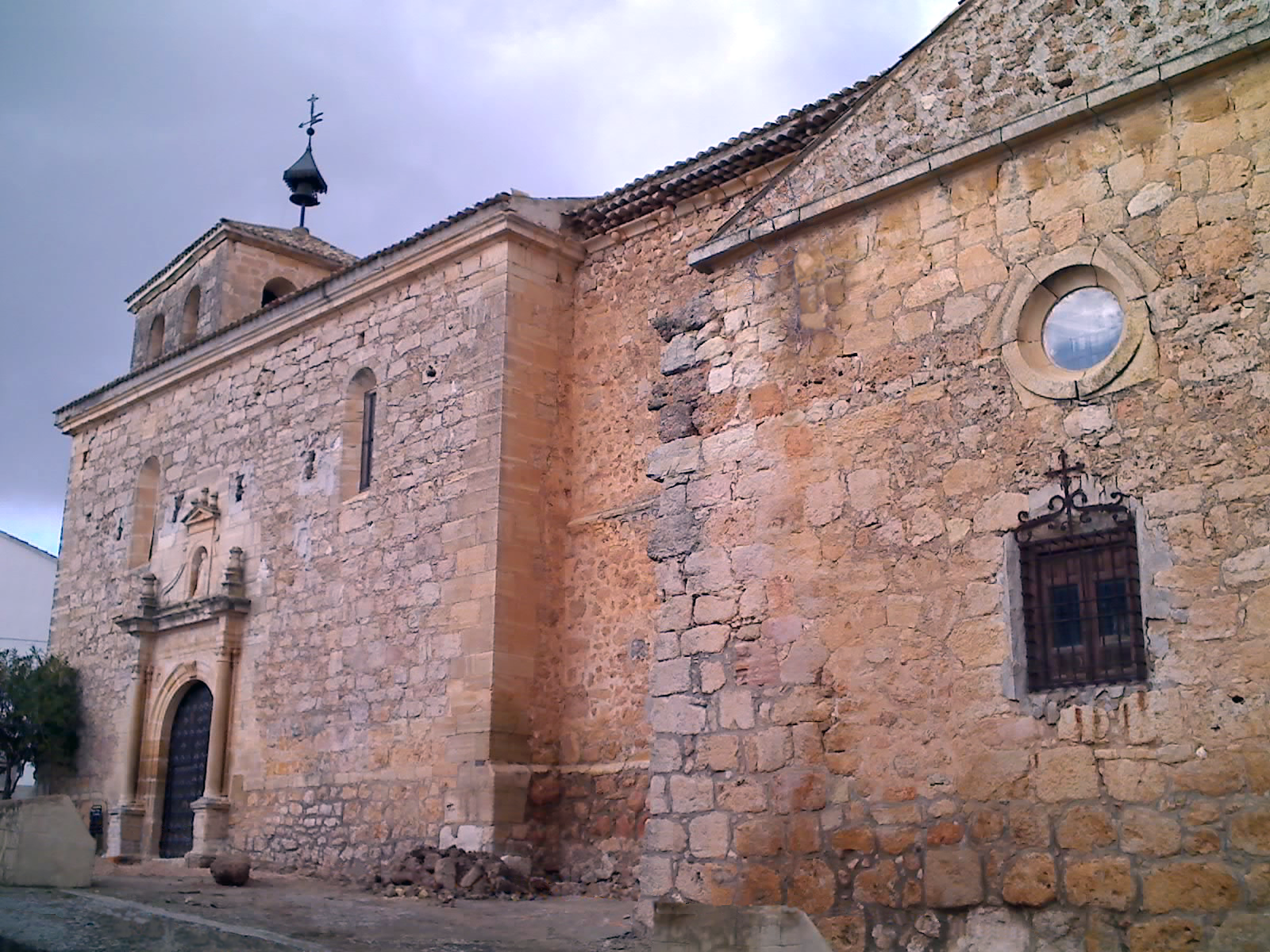
Iglesia de Ntra. Sra. de la Asunción
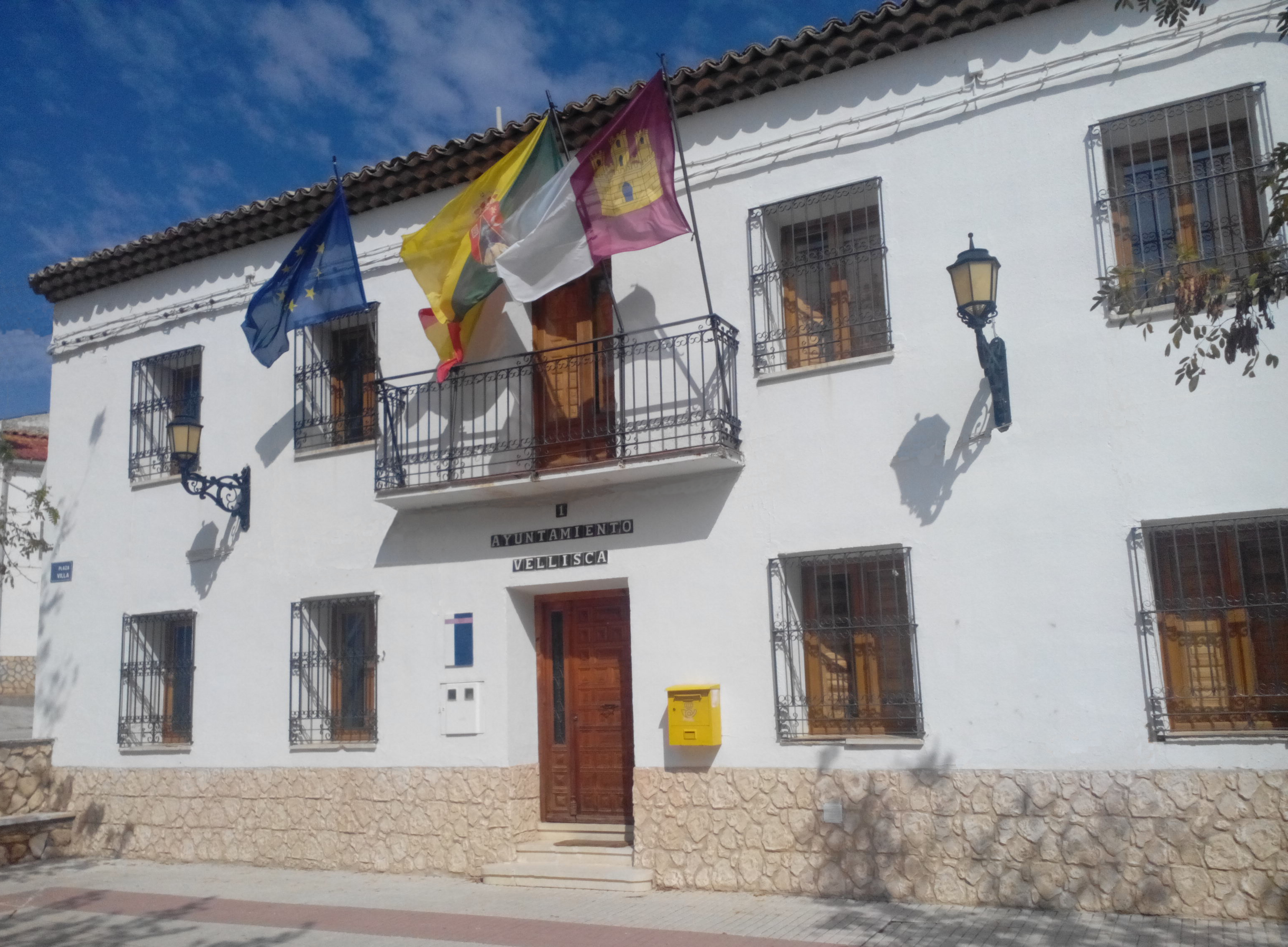
Ayuntamiento
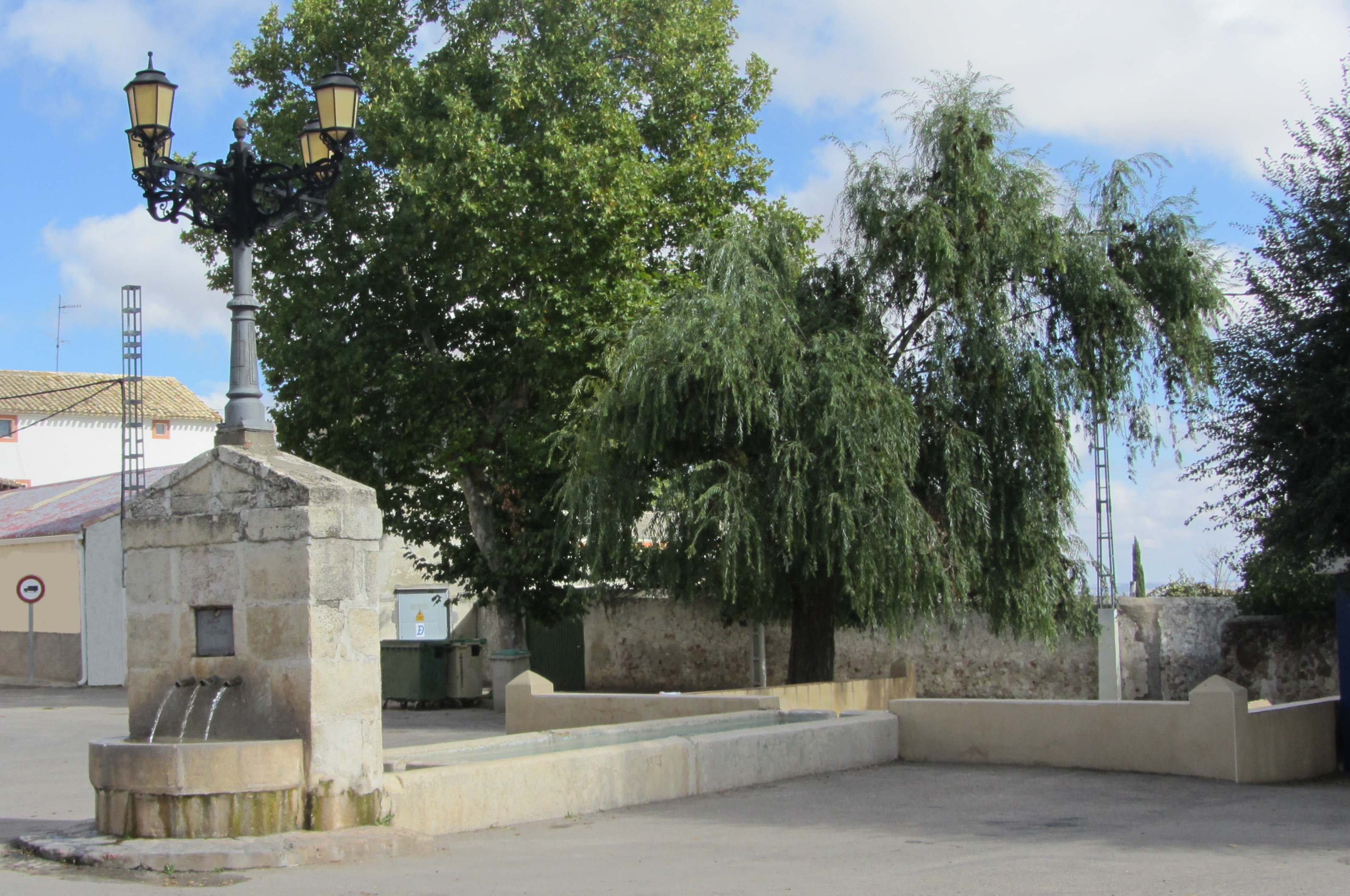
Fuente